# Sebokeng
Sebokeng este un oraș din provincia Gauteng, Africa de Sud.

## Personalități născute aici
- Siyabonga Ngezana (n. 1997), fotbalist.